# Włodzimierz Chriszczanowicz
Włodzimierz Chriszczanowicz (ur. 1876 w Gezgałach, zm. 1933) – kapłan prawosławny, nowomęczennik. 
Urodził się w rodzinie chłopskiej. W 1911 ukończył szkołę duchowną w Słucku. W młodości duże wrażenie zrobiło na nim spotkanie z Janem Kronsztadzkim, który miał przepowiedzieć mu męczeńską śmierć. Będąc żonatym, pracował jako psalmista w cerkwi św. Mikołaja w Horkach. W 1930 przyjął święcenia kapłańskie. Został wówczas proboszczem parafii w Horkach, zaś dodatkowo odprawiał nabożeństwa w sąsiedniej wsi Jazyl, gdzie proboszcz został aresztowany przez władze stalinowskie. 27 grudnia 1932 został aresztowany za głoszenie kazań o wydźwięku antyrządowym. Twierdził w nich, że bolszewicy są reprezentantami szatana. 12 lutego 1933 został skazany na rozstrzelanie, zaś jego żona i dzieci zesłano na Syberię. Wyrok został wykonany w tym samym roku w nieznanym miejscu. 
28 marca 1989 został całkowicie zrehabilitowany. 28 października 1999 kanonizowany przez Egzarchat Białoruski Patriarchatu Moskiewskiego jako jeden z Soboru Nowomęczenników Eparchii Mińskiej. Od 2000 jest czczony w całym Rosyjskim Kościele Prawosławnym. 